# Апостолическо поклонничество на папа Йоан Павел II в България
Апостолическото поклонничество на папа Йоан Павел II в България е 96-ото посещение на главата на Римокатолическата църква извън Италия и първо по рода си в България.
Състои се в периода 23 – 26 май 2002 г. Провежда се под мотото: „Ще вървя в Твоята светлина!“. Преди да пристигне в България, папата е на официално посещение в Азербайджан на 22 май 2002 г.
Папата пристига в България по покана на Католическата църква в България и на българската държава, но по настояване на правителството с решение на Св. Синод на БПЦ му е изпратена покана и от Българския патриарх Максим. Поклонничеството е с много голямо значение за България, понеже се прекратяват окончателно инсинуациите с „българската следа“ по време на атентата срещу Йоан Павел II. Папа Йоан Павел при срещата си с президента Георги Първанов уверява, че никога не е вярвал, че България е замесена в атентата, извършен през 1981 г. След посещението на Римския епископ, по време на което България е в центъра на интереса на световната общественост, се подобрява името на страната. Поклонничеството на папа Йоан Павел II оживява Католическата църква в България и се подобряват контактите с Българската православна църква.

## Програма
Четвъртък, 23 май 2002 (Баку - София)
- 18:00 – пристигане на летище София
- 18:30 – церемония по посрещането на площад „Св. Александър Невски“

Петък, 24 май 2002 (София)
- 07:30 – света литургия в параклиса на Апостолическата нунциатура
- 09:30 – официално посещение при президента Георги Първанов
- 10:30 – посещение на катедралния храм „Св. Александър Невски“ по случай празника на Светите братя Кирил и Методий
- 11:15 – поднасяне на цветя пред паметника на Светите братя Кирил и Методий пред Народна библиотека „Свети Кирил и Методий“
- 11:30 – официално посещение при Българския патриарх Максим и Светия синод
- 13:30 – обяд с католически епископи на България, видни гости и някои членове от папската свита
- 17:30 – среща с представители на еврейската общност
- 18:15 – среща с представители на културата, науката и изкуството (Национален дворец на културата)

Събота, 25 май 2002 (София - Рила - София)
- 07:30 – света литургия в параклиса на Апостолическата нунциатура
- 10:30 – посещение на Рилския манастир
- 11:20 – лична среща с министър-председателя Симеон Сакскобургготски и неговото семейство
- 17:30 – среща с главния мюфтия и представители на мюсюлманската общност
- 18:00 – среща с представители на евангелските църкви
- 18:45 – посещение на католическата катедрала с латински обред "Свети Йосиф"
- 19:30 – посещение на католическата катедрала с византийско-славянски обред „Успение Богородично“

Неделя, 26 май 2002 (София - Пловдив - Рим)
- 10:15 – света литургия с беатификации на централния площад в Пловдив
- 13:30 – обяд с католически епископи в България, видни гости и членове на папската свита
- 17:00 – среща с младежи
- 18:30 – церемония по изпращането на летище Пловдив

## Последствия
По време на посещението си папа Йоан Павел Втори донася в България:
- мощи на папа Йоан XXIII, дарява ги на катедралата по източния обред „Успение Богородично“ в София.
- мощи на Свети Дасий Доростолски, които се пазят в силистренския катедрален храм „Св. Св. Апостоли Петър и Павел“.